# New Order
New Order és un grup anglès de rock, format el 1980 pels membres del dissolt grup Joy Division, després del suïcidi del seu vocalista Ian Curtis.
La versió primerenca de New Order era fortament relacionable amb Joy Division, però ràpidament van trobar un so distintiu. El seu so ha estat descrit com una fusió entre la música electrònica i el post punk, sent una de les bandes més influents de la dècada de 1980, foren l'estendard de Factory Records i el seu nightclub The Haçienda de Manchester, i han treballat llargament amb el dissenyador gràfic Peter Saville.

## Discografia
- Movement, 1981.
- Blue Monday 1982
- Power, Corruption & Lies, 1983.
- Low-Life, 1985.
- Brotherhood, 1986.
- Substance 1987, 1987.
- Technique, 1989.
- Republic, 1993.
- Get Ready, 2001.
- Waiting for the Sirens' Call, 2005.
- Lost Sirens, 2013.
- Music Complete, 2015.